# Bess Truman
Elizabeth Virginia Wallace Truman (Independence, Misuri, 13 de febrero de 1885-ibídem, 18 de octubre de 1982), comúnmente conocida por Bess Truman, fue la esposa del expresidente Harry S. Truman y primera dama de los Estados Unidos de 1945 a 1953.

## Infancia, familia y educación

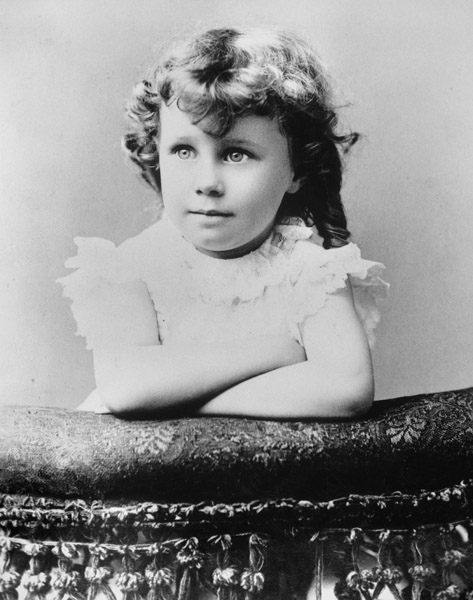
Fotografía de Bess Truman cuando era niña.

Elizabeth Virginia Wallace nació de David Willock Wallace (1860-1903) y su esposa Margaret Elizabeth Gates (1862-1952) en Independence, Misuri y era conocida como Bessie durante su infancia. Era la mayor de cuatro hijos, sus tres hermanos menores eran Frank Gates Wallace (1887-1960), George Porterfield Wallace (1892-1963) y David Frederick Wallace (1900-1957).
Harry Truman, cuya familia se mudó al pueblo en 1890, siempre conservó la primera impresión que ella le causó cuando la vio en la escuela dominical: "Rizos de Oro" y "los ojos más hermosos". Un familiar dijo que "no había otra muchacha en el mundo" para él. Fueron compañeros de escuela desde el primer grado hasta la enseñanza media superior.
Después de graduados de la enseñanza media superior ella estudió en la escuela preparatoria William Chrisman para señoritas en Kansas City, Misuri. En 1903 su padre se suicidó y ella retornó a Independence con su madre.

## Matrimonio y familia

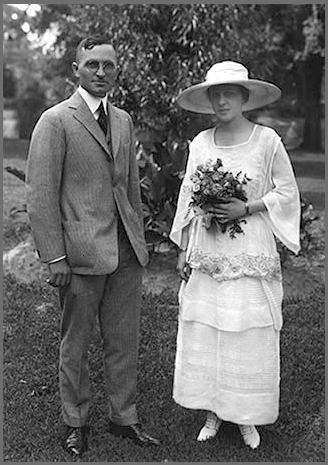
Bess y Harry el día de su boda.

El estallido de la Primera Guerra Mundial alteró el lento y ceremonioso cortejo de Truman. El teniente Truman se declaró y estuvieron comprometidos antes de que él partiera para Francia en 1918. Se casaron el 28 de junio de 1919 y vivieron en la casa de la madre de ella. Hubo un par de niños que se malograron al nacer y varios abortos espontáneos antes que naciera su única hija, Mary Margaret (1924-2008).
A medida que Harry se hacía más activo en política, Bess viajaba con él, compartiendo sus apariciones públicas tal y como se esperaba de la esposa de un candidato. Su entrada al Senado en 1934 hizo que la familia se mudara a Washington D. C. Fue elegido vicepresidente en 1944. Al fallecimiento del presidente Roosevelt el 12 de abril de 1945, Harry tomó el juramento presidencial. Bess conservó su compostura y se convirtió en la nueva primera dama.

## Primera dama de los Estados Unidos
A Bess le pareció de muy mal gusto la total falta de privacidad de la Casa Blanca. Como diría su marido más tarde, ella no estaba "interesada particularmente" en la "pompa y formalidad o en la artificialidad que, como sabemos, rodea inevitablemente a la familia del Presidente". Aunque ella cumplía invariablemente con las obligaciones sociales de su posición, sólo hacía aquello que consideraba necesario. Cuando la Casa Blanca fue remodelada durante el segundo mandato de Truman, la familia se mudó a Blair House y mantuvo su vida social al mínimo. En la mayoría de los años de la presidencia de su esposo, Bess no vivió en Washington nada más que durante la "temporada social" cuando su presencia era necesaria.
El contraste con su predecesora, Eleanor Roosevelt, era muy marcado. A diferencia de ella, Bess daba conferencias de prensa sólo después de haberle sido suplicado por las damas del cuerpo de prensa asignadas a ella. Estas conferencias consistían en preguntas escritas con antelación y las respuestas escritas eran mayormente monosilábicas, incluyendo muchos "sin comentario". La respuesta de Bess a la pregunta de que si ella desearía que su hija  Margaret se convirtiera en presidenta fue "absolutamente no". Su respuesta a qué desearía hacer después de que su marido terminara su mandato fue: "regresar a Independence". Aunque ella fantaseó brevemente con la idea de quedarse a vivir en Washington después de 1953.

## Longevidad y muerte
En 1953, los Truman regresaron a Independence y a su antigua casa en el 219 de la calle North Delaware donde el expresidente trabajó en la construcción de su biblioteca y en escribir sus memorias. Después de una mastectomía en 1959, Bess pensó que iba a morir (su marido había oído decir que el tumor era del tamaño de una pelota de béisbol, pero que era benigno).

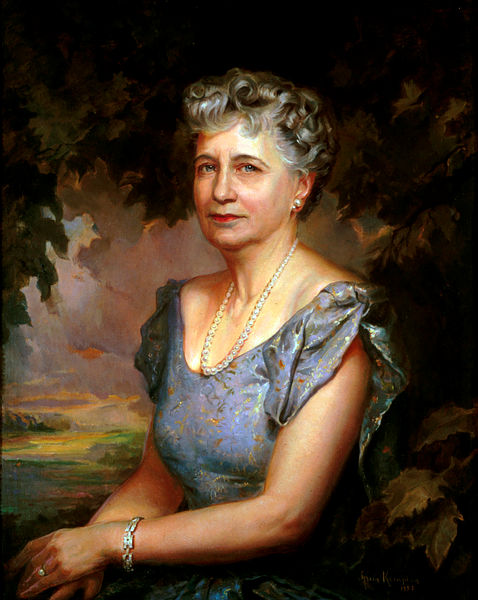
Retrato oficial de Bess Truman en la Casa Blanca.

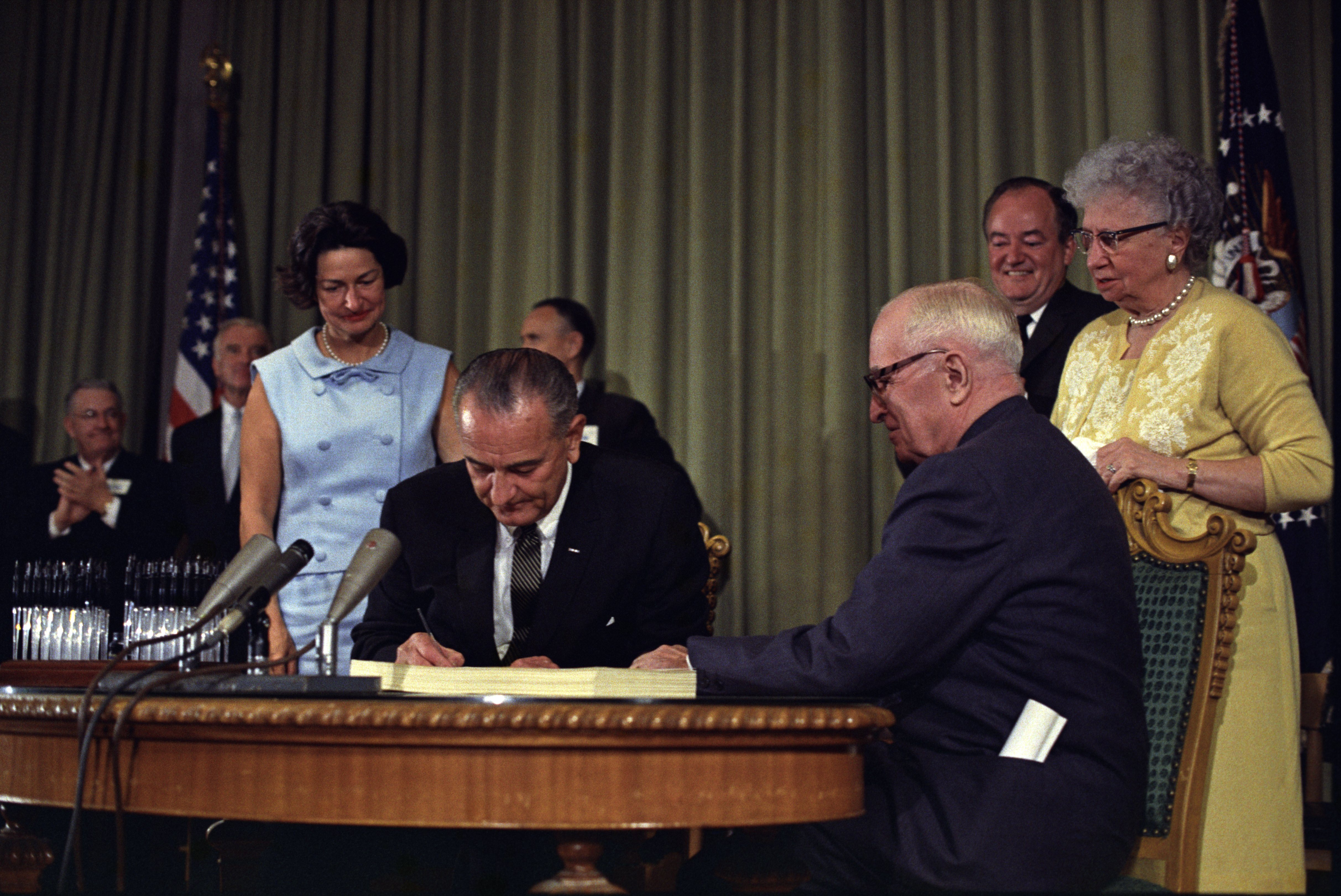
Truman y su esposa Bess durante la firma de la Medicare en 1965.

Harry murió en 1972 y Bess continuó su vida silenciosamente, disfrutando de las visitas de  Margaret y su marido Clifton Daniel, que traían a sus cuatro hijos. Bess accedió a ser la presidenta honoraria de la campaña de reelección del Senador Thomas Eagleton, que era Demócrata por Misuri. 
Bess murió el 18 de octubre de 1982 de un fallo cardíaco congestivo. Se celebró un servicio funerario privado el día 21, después de lo cual fue enterrada al lado de su esposo en los jardines de la Biblioteca Harry S. Truman.
A sus 97 años, ella sigue siendo la primera dama más longeva en la historia de los Estados Unidos.